# Vatsún
Vatsún (del sánscrito "palabra"/"discurso") género de poesía del siglo XIV de versificación variable, cultivada por poetas como Lal Ded. Se asemeja a la lírica urdu o al pentámetro yámbico en la literatura occidental.